# 숙천역
숙천역(肅川驛)은 조선민주주의인민공화국 평안남도 숙천군 숙천읍에 위치한 평의선의 철도역이다.
숙천군의 중심 역으로, 1905년 경의선 전 구간 개통과 함께 영업을 개시하였다.